# Keisuke Mori
Keisuke Mori (japanisch 森 惠佑 Mori Keisuke; * 17. April 1980 in der Präfektur Saga) ist ein ehemaliger japanischer Fußballspieler.

## Karriere
Mori erlernte das Fußballspielen in der Schulmannschaft der Kagoshima Jitsugyo High School. Seinen ersten Vertrag unterschrieb er 1999 bei den Sagan Tosu. Der Verein spielte in der zweithöchsten Liga des Landes, der J2 League. Für den Verein absolvierte er 51 Spiele. 2004 wechselte er zum Drittligisten ALO's Hokuriku. 2006 wechselte er zum Zweitligisten Mito HollyHock. Für den Verein absolvierte er 12 Spiele. Ende 2006 beendete er seine Karriere als Fußballspieler.